# 步操
步操（英語：Foot drill）是指排成一个列队或方阵的人群，以整齐划一的步伐行进和站立。通常是军队、警队、纪律部队或学校制服团体的日常训练，也称为操步、操兵或军操。行步操时有一套步操口令，如果有仪乐队配合的话，则跟着音乐的节奏行进。练习步操有助于提升部队成员的服从和纪律，因为它需要部队成员有高度的集中力和准确度，以及成员之间的默契和团队精神，以对施号者的口令做出及时的反应。
步操源自古时士兵以行进阵势来击退敌人，现时步操多用在阅兵、结业典礼或军事礼仪的场合。行步操所用的军步主要分为英式、德式及美式三种，英式多为英联邦国家使用，俄式所用的正步源自德国前身的普鲁士陆军，現多为共产国家使用。